# Embalse El Bato
El embalse El Bato es un embalse de agua ubicado a 32 km al noreste de la ciudad de Illapel, en la comuna homónima, región de Coquimbo. Es alimentado por las aguas del río Illapel.
La superficie del lago artificial, con una capacidad de 25,5 millones de m³, es de 117 hectáreas.
Fue inaugurado el 2 de marzo de 2012 y permite dar suministrar riego con un 85% de seguridad al 92% de la superficie factible de ser regada, vale decir, 5.551 ha.: 7 

## Concesión
Por primera vez en Chile, para la construcción y gestión de un embalse fue convocada una licitación pública y esta fue adjudicada por la empresa multinacional brasileña Mendes Júnior y Asociados S.A. Para la ejecución del proyecto se formó la empresa Concesionaria Embalse IIlapel S.A.:: 7 
prestará servicios de almacenaje de agua a todas aquellas personas que demanden dicha prestación y que a su vez tengan derechos permanentes sobre el recurso. Para estos efectos se firmará un contrato en el que se establecerá la forma cómo se otorgará el servicio (volumen, plazos y condiciones de entrega), además del valor anual de la prestación. Por su parte, el dueño de las aguas tiene la opción de no contratar el servicio de almacenaje, y requerir que el agua le sea entregada en las mismas condiciones y con las mismas características en las que las recibiría en la eventualidad que no existiera la represa. Los propietarios de agua también tienen la posibilidad de vender a la concesionaria el recurso que no necesiten, o comercializarlo directamente con terceras personas.

## Situación hídrica en 2018-19
| Volúmenes almacenados Embalse El Bato                            |                                                                  |
| ---------------------------------------------------------------- | ---------------------------------------------------------------- |
| Gráfico no disponible temporalmente debido a problemas técnicos. |                                                                  |
| Contenido 2018-19                                                |                                                                  |
|                                                                  | Gráfico no disponible temporalmente debido a problemas técnicos. |

La Dirección General de aguas no entrega el promedio histórico para este embalse.